# 요르단의 행정 구역
요르단의 행정 구역은 12개의 주와 이들 주에서 또 수많은 구로 나뉜다.